# KMGi Group
KMGi Group — рекламное агентство, специализирующееся на производстве мультимедийной рекламы и создании интернет-контента.

## История
Компания KMGI была основана в Нью-Йорке Александром Конаныхином, Николаем Меншоковым, и Еленой Грачёвой в 1997 году. Название компании представляет собой инициалы фамилий основателей. Компания была создана как русскоязычное рекламное агентство с офисом в Эмпайр Стейт Билдинг, и вскоре компания сместила фокус своей деятельности в сторону разработки динамических веб-сайтов.
Изначально в штате было 35 сотрудников, но затем она перешла на систему виртуального офиса, что позволило привлечь к работе людей, живущих в разных частях света. Многие сотрудники проживают в России.
В течение года после запуска, KMGi освоила использование флэш-технологии компании Macromedia в интернет-рекламе. Подход KMGI заключался в том, чтобы сочетать интерактивность интернета и телевизионный стиль рекламы. Алекс Менчуков, креативный директор, разработал способ использования векторной графики, который позволил интернет-рекламе быть просмотренной конечным пользователем без передачи значительного объёма трафика при использовании пиксель-арта. KMGI была одной из первых компаний создававшая анимированную интернет-рекламу в телевизионном стиле. Стоила такая реклама в 2-3 раза больше стандартных баннеров, однако MarketAdvisors в 2000 году сообщил, что припоминаемость такой рекламы вдвое выше, чем рекламы с использованием статичных баннеров.
В августе 2000 года компания KMGI объединилась с Unicast, чтобы перейти от использования интерстициального формата своих рекламных роликов в формат Superstitial, что позволило уменьшить их время загрузки браузером. В 2002 году официальный сайт компании стал первым веб-сайтом в интернете, полностью переведённым на Flash.
В 2000 году в ответ на лопнувший пузырь доткомов, KMGI изменила свой бизнес-план. По предложению руководителя информационной службы Алексея Кошеля, компания начала продажи розничного программного обеспечения. К 2004 году KMGI имела доход от продаж в 1,4 млн долларов США. Компания не отказалась полностью от интернет-рекламы, и предлагала потребителям бесплатные анти-спам приложения, перед установкой которых нужно было просмотреть 30-секундный рекламный ролик. Также было создано приложение WebPresentations, представлявшее собой продукт для создания презентаций, которые возможно было просматривать в интернет-браузерах. в 2004 году KMGI также выпустила инструмент под названием SeePassword, позволявший пользователям восстанавливать утерянные пароли или просматривать скрываемые при наборе символы пароля в браузере Internet Explorer. По данныи издания «PC Magazine», одной из целей создания программы SeePassword было убедить Microsoft улучшить систему парольной защиты в своих программных продуктах.
В 2005 году была основана дочерняя компания, получивашая название Publicity Guaranteed (PG). PG занималась рекламой, и в 2005—2006 гг. смогла добиться публикации статьи об одном из покерных сайтов в 40 печатных изданиях, включая USA Today и New York Times. В этот период KMGI перевела сотрудничество со своими работниками на удалённый принцип.
В 2010 году Александр Конаныхин высказал мнение, что Фонд Викимедиа должен использовать рекламу в Википедии для генерации доходов и оплаты труда специалистов с целью улучшения её содержимого.

## Программное обеспечение
Помимо WebPresentations и SeePassword, в 2011 году было создано программное обеспечение TransparentBusiness. Оно давало работодателям возможность контролировать деятельность удалённых работников на своих компьютерах. Программа была снабжена функциями обратной связи и позволяла фиксировать выполняемые на компьютере задачи, подсчитывать время затраченное на их выполнение, а также каждые 3 минуты делать снимки экрана с последующей загрузкой на облачный сервер. По мнению Александра Конаныхина, этот программный продукт является гарантией, что «подрядчики или сотрудники действительно работали все то время, которое было оплачено». Программа TransparentBusiness является бесплатной для государственных учреждений и для первых пяти рабочих мест частных компаний. Изначальная база клиентов составляла 2500 зарегистрированных пользователей, а в проект было инвестировано около 1 млн долларов США.
В 2012 году программное обеспечение TransparentBusiness получило премию Rising Star Award журнала «PC Magazine» за лучшее решение в области облачных вычислений для предприятия.